# Melville Macnaghten
Sir Melville Leslie Macnaghten, född 16 juni 1853 i Woodford, London, död 12 maj 1921 i City of Westminster, var en brittisk polis verksam inom Metropolitanpolisen. Han var chefskonstapel (CID) åren 1890–1903 och biträdande polismästare åren 1903–1913.
Melville Macnaghten var involverad i de efterföljande utredningarna kring den serie av mord i Whitechapel-området i London som tillskrivits Jack Uppskäraren. Macnaghtens personliga övertygelse var att morden begåtts av Montague John Druitt (1857–1888) som drunknade i Themsen i december 1888.